# XING Magazin
XING erscheint seit 2004 drei- bis viermal jährlich. Der Verlagsort ist Linz in Oberösterreich. Jede Ausgabe ist einem Thema der Social Sciences gewidmet, das interdisziplinär diskutiert wird. Neben journalistischen und feuilletonistischen Artikeln sind auch wissenschaftliche Aufsätze enthalten. Kunst und Literatur bilden ebenfalls Schwerpunkte.
Herausgeber sind Bernhard Seyringer und Manuel Schilcher. Im Advisory Board sind unter anderem Michael Amon, Gerhard Fröhlich u. a. vertreten. In XING publizieren Autoren wie Bernhard Heinzlmaier, Ulf Matthiesen, Kathrin Röggla, Thomas Ballhausen, Franzobel und viele andere mehr.